# 16 Dywizja Grenadierów Pancernych
16 Dywizja Grenadierów Pancernych (niem. 16. Panzergrenadier Division) – niemiecka dywizja grenadierów pancernych z okresu II wojny światowej

## Historia
Dywizja powstała w czerwcu 1943 roku w wyniku przekształcenia w dywizję grenadierów pancernych zmotoryzowanej 16 Dywizji Piechoty.
W momencie przeformowania wchodziła w skład odwodu 6 Armii Grupy Armii „Południe”, zajmując linię obronną wzdłuż rzeki Mius. W lipcu-sierpniu 1943 brała udział w walkach nad Miusem. Pozycję tę zajmowała do sierpnia 1943 roku, kiedy to została włączona w skład 1 Armii Pancernej i przerzucona w rejon Zaporoża.
W składzie 1 Armii Pancernej walczyła następnie w rejonie Krzywego Rogu, a następnie ponownie została włączona w skład 6 Armii i od stycznia 1944 roku wzięła udział w walkach o Dniepr. W wyniku tych walk poniosła znaczne straty i w marcu 1944 roku została przerzucona do Francji. Tam z jej kadry i resztek oddziałów, uzupełnionej pododdziałami z 179 Rezerwowej Dywizji Pancernej, utworzono 116 Dywizję Pancerną.

## Dowódcy dywizji
- gen. mjr Wilhelm Crisolli (1943)
- gen. wojsk panc. Gerhard Graf von Schwerin (1943 – 1944)
- gen. mjr Günther von Manteuffel (1944)
- gen. mjr Karl Stingl (1944)

## Skład dywizji
- 60 pułk grenadierów pancernych (Panzer-Grenadier-Regiment 60)
- 156 pułk grenadierów pancernych (Panzer-Grenadier-Regiment 156)
- 116 batalion pancerny (Panzer-Abteilung 116)
- 146 pułk artylerii (Artillerie-Regiment 146)
- 116 pancerny batalion rozpoznawczy (Panzer-Aufklärungs-Abteilung 116)
- 281 dywizjon artylerii przeciwlotniczej (Heeres-Flak-Abteilung 281)
- 228 dywizjon niszczycieli czołgów (Panzerjäger-Abteilung 228)
- 675 batalion pionierów (Pionier-Bataillon 675)